# Oleshnya (Kursk)
Oleshnya (en ruso: Олешня) es un pueblo ruso perteneciente al óblast de Kursk. Situado en el suroeste del país, forma parte del raión de Sudzha.

## Geografía
Oleshnya está situado en la frontera ruso-ucraniana, 18 km al sur de Sudzha y 99 km al suroeste de Kursk.   

## Historia
El 6 de agosto de 2024, el pueblo fue escenario de una incursión en la óblast de Kursk de las Fuerzas Armadas de Ucrania en el transcurso de la guerra ruso-ucraniana. El 15 de agosto, el gobierno ucraniano anunció la formación de una administración militar para brindar ayuda humanitaria a los civiles y mantener la ley y el orden, donde se integró a Oleshnya.
El 19 de abril de 2025, Rusia anunció que las tropas ucranianas fueron expulsadas del pueblo como resultado de una operación llevada a cabo por el grupo de fuerzas Sever (Norte).

## Demografía
La evolución demográfica de Oleshnya entre 2002 y 2021 fue la siguiente:
| 158                            | 104 | 98 |
| (Fuente: Population of Russia) |     |    |